# Lake Charles
Lake Charles város az USA Louisiana államában, Calcasieu megyében, melynek megyeszékhelye is. Lakosainak száma 84 872 fő (2020. április 1.).

## Népesség
A település népességének változása:
| Lakosok száma | 838  | 71 993 | 84 872 |
|               | 1880 | 2010   | 2020   |